# Калашников, Пётр Макарович
Пётр Макарович Калашников (19.06.1910—11.10.1979) — командир отделения стрелкового батальона 22-й гвардейской мотострелковой Фастовской Краснознамённой бригады (6-й гвардейский танковый Киевский Краснознамённый орденов Суворова и Богдана Хмельницкого корпус, 3-я гвардейская танковая армия, 1-й Украинский фронт), гвардии старший сержант, участник Великой Отечественной войны, кавалер ордена Славы трёх степеней.

## Биография
Родился 19 июня 1910 года в селе Первомайское ныне Ремонтненского района Ростовской области в семье крестьянина.
Окончил 4 класса сельской школы и работал в местном колхозе трактористом до призыва в армию в мае 1942 года и сразу же попал в действующую армию на Брянский фронт.
12 февраля 1943 года в наступательном бою за город Ростов-на-Дону командир стрелкового отделения П. М. Калашников одним из первых достиг вражеского окопа и забросал его гранатами, уничтожив свыше 10 солдат противника.
Приказом по 6-му гвардейскому танковому корпусу от 7 февраля 1944 года гвардии сержант Калашников Пётр Макарович награждён орденом Славы 3-й степени.
26 июля 1944 года во время ночного штурма высоты в окрестностях города Перемышль стрелковое отделение под командованием П. М. Калашникова первым достигло высоты и в ходе боя уничтожило до 20 вражеских солдат, захватило 3 пулемёта и 2 конные повозки с боеприпасами.
20 августа в боях за расширение плацдарма на левом берегу реки Висла в районе железнодорожной станции Ратае (36 км севернее города Тарнув, Польша) командир отделения П. М. Калашников заменил выбывшего из строя командира взвода, и за 3 дня боёв взводом было уничтожено до 30 солдат противника.
Приказом по войскам 3-й гвардейской танковой армии от 3 октября 1944 года гвардии старший сержант Калашников Пётр Макарович награждён орденом Славы 2-й степени.
25 января 1945 года в бою за овладение населённым пунктом Альтхам севернее города Глейвиц (Германия, ныне Гливице, Польша) отделение, возглавляемое гвардии старшим сержантом П. М. Калашниковым уничтожило свыше 30 вражеских солдат, захватило 7 пулемётов и 2 автомобиля с военным грузом, лично командир сразил 8 солдат противника.
Указом Президиума Верховного Совета СССР от 27 июня 1945 года за образцовое выполнение особых заданий Верховного Главного Командования Красной армии в период Отечественной войны Калашников Пётр Макарович награждён орденом Славы 1-й степени.
В ходе уличных боёв в Берлине П. М. Калашников пленил немецкого генерала.
После демобилизации в 1946 году гвардии старшина П. М. Калашников вернулся на родину и жил в селе Кормовое Ремонтненского района, работал заведующим хозяйством колхоза, возглавлял тракторную бригаду, а последнее время работал помощником чабана в колхозе «Первомайский».
Скончался 11 октября 1979 года. Похоронен на кладбище села Кормовое Ремонтненский район.

## Награды
- Орден Красной Звезды (03.8.1943)[3]
- Орден Славы 1-й (27.06.1945)[4], 2-й (3.10.1944)[5] и 3-й (7.02.1944)[6] степеней
- медали, в том числе:
  - «За отвагу»(14.12.1942)[7]
  - «В ознаменование 100-летия со дня рождения Владимира Ильича Ленина» (6 апреля 1970)
  - «За победу над Германией» (9 мая 1945[8])
  - «За взятие Берлина» (9 мая 1945[8])
  - «20 лет Победы в Великой Отечественной войне 1941—1945 гг.» (7 мая 1965[9])
  - «30 лет Победы в Великой Отечественной войне 1941—1945 гг.»[10]
  - «30 лет Советской Армии и Флота»[11]
  - «40 лет Вооружённых Сил СССР»[12]
  - «50 лет Вооружённых Сил СССР» (26 декабря 1967[13])
- Знак «25 лет победы в Великой Отечественной войне» (1970)

## Память
- на могиле установлен надгробный памятник
- Увековечен на Сайте МО РФ